# Katarzyna Panasiewicz
Katarzyna Panasiewicz (ur. 13 listopada 1976) – polska agronomka, wykładowczyni Uniwersytetu Przyrodniczego w Poznaniu.

## Życiorys
Katarzyna Panasiewicz w 2000 otrzymała w Akademii Rolniczej im. Augusta Cieszkowskiego w Poznaniu tytuł magistra inżyniera. W 2004 uzyskała tamże stopień doktora nauk rolniczych w dyscyplinie agronomia na podstawie napisanej pod kierunkiem Wiesława Koziary dysertacji Wpływ deszczowania, nawożenia azotem oraz stymulatorów odporności na plon i wartość siwną ziarna jęczmienia jarego. W 2013 habilitowała się na Uniwersytecie Przyrodniczym w Poznaniu w dziedzinie nauk rolniczych, dyscyplina agronomia, przedstawiwszy dzieło Wpływ czynników pogodowych i agrotechnicznych na wzrost i plonowanie pszenżyta jarego. W 2023 otrzymała tytuł profesora nauk rolniczych.
W 2004 rozpoczęła pracę na Wydziale Rolnictwa Akademii Rolniczej im. Augusta Cieszkowskiego w Poznaniu (następnie pod nazwą Wydział Rolnictwa, Ogrodnictwa i Bioinżynierii Uniwersytetu Przyrodniczego w Poznaniu).
Sekretarz generalna Polskiego Towarzystwa Agronomicznego w kadencji 2020–2023. Wiceprezeska Polskiego Towarzystwa Łubinowego.